# Elecciones generales de las Islas Feroe de 1928
Elecciones generales tuvieron lugar en las Islas Feroe el 23 de enero de 1928. El Partido del Autogobierno se convirtió en el partido mayoritario en el Løgting, obteniendo 11 de los 23 escaños.

## Resultados
| Partido                   | Votos | %     | Escaños | +/–   |
| ------------------------- | ----- | ----- | ------- | ----- |
| Partido Unionista         | 2 917 | 46,07 | 10      | –3    |
| Partido del Autogobierno  | 2 680 | 42,32 | 11      | +1    |
| Partido de la Igualdad    | 671   | 10,60 | 2       | Nuevo |
| Independientes            | 64    | 1,01  | 0       | 0     |
| Total                     | 6 332 | 100   | 23      | 0     |
| Fuente: Election Passport |       |       |         |       |